# Pedro Gerónimo Goyco
Pedro Gerónimo Goyco Cebollero (28 de junio de 1808 - 3 de mayo de 1890) fue un doctor, orador, político, catedrático, periodista y defensor de los derechos de los esclavos en Puerto Rico. También se le conoció con el nombre de  Pedro G. Goyco y Sabanetas. 

## Biografía
Pedro G. Goyco nace un 28 de junio del 1808 en el barrio Sabanetas de Mayagüez y fue bautizado en la parroquia de Nuestra Señora de la Candelaria de Mayagüez, Puerto Rico, el 14 de julio de 1808. Su padre fue Gerónimo Goicovich (Gojković) nacido en Castelnuovo (en la Albania veneciana, posesión de la República de Venecia), en lo que es ahora Herceg Novi en Montenegro, su madre fue María de los Dolores Cebollero Yrizarri. 
El periodista y escritor Eugenio Astol relata en su artículo "El contendor de los gobernadores" publicado en la revista Puerto Rico Ilustrado el 9 de mayo de 1936, que resumiendo explica como sigue : 

Cuando Pedro G. Goyco contaba con 15 años de edad fue enviado a la República Dominicana a cursar la segunda enseñanza en un colegio de la capital, la goleta donde iban fue interceptada y secuestrada por el pirata Roberto Cofresí, ya estando el pirata a bordo preguntó a los tripulantes sus nombres y los nombres de sus padres, al percatarse el pirata de que a bordo se encontraba Pedro G. Goyco y ya sabiendo el nombre de su padre (Gerónimo Goicovich), lo desembarcó en una playa cerca a Mayagüez para que pudiera el joven Goyco regresar a su hogar sano y salvo, Roberto Cofresí le manifestó que hizo eso por gratitud a su padre (Gerónimo Goicovich) quién había favorecido en diversas ocasiones a personas de su familia ignorando que estaban relacionadas con él.

El Dr. Pedro G. Goyco hizo sus primeros estudios en su pueblo natal y en la República Dominicana, los estudios universitarios en Francia y se doctoró en el año 1834 de medicina y cirugía de La Sorbona en París (Francia), siendo el primer puertorriqueño en graduarse de dicha prestigiosa universidad. Otro insigne puertorriqueño en graduarse de la universidad La Sorbona lo fue el Dr. Ramón Emeterio Betances,... 22 años después. El Dr. Pedro G. Goyco le ofreció sus servicios médicos al gobierno español y lo destinaron al Hospital del Saladero (España), donando a dicho hospital la remuneración que recibiera como pago a su labor. El 12 de febrero de 1836 la corte de la reina regente de España le otorga la distinción de Caballero comendador de la Orden de Isabel la Católica como reconocimiento por ayudar a erradicar una epidemia de cólera y según algunas fuentes, por atender y sanar a la reina María Cristina de Borbón de la enfermedad del cólera. En el 1873 reinando en España Amadeo de Saboya le fue concedida la Gran Cruz de dicha Orden. 
Regresó a Puerto Rico en 1840 y sus ideales abolicionistas en favor de los derechos de los esclavos chocaron con el gobierno militar español de la isla. El 30 de enero de 1841 cercano al mediodía se desencadenó un incendio que destruyó aproximadamente 680 de 700 casas hechas en madera que componían la población de Mayagüez, el ayuntamiento mandó una comisión compuesta por grandes hacendados incluyendo a Pedro G. Goyco, Juan José de Cartagena, José Ramón Fernández y Antonio Ruiz, para ver al gobernador general Santiago Méndez Vigo, con la intención de pedirle ayuda en la reconstrucción del pueblo de Mayagüez, el trabajo realizado por el gobernador fue efectivo, levantándose incluso un plano de la ciudad para que sus calles fueran más anchas y rectas.
En el 1855 una epidemia de cólera entró por Naguabo y se extendió por casi toda la isla matando a aproximadamente 30 mil esclavos, el Dr. Pedro G. Goyco prestó gratuitamente personal asistencia a todas la municipalidades que pidieron sus servicios médicos. 

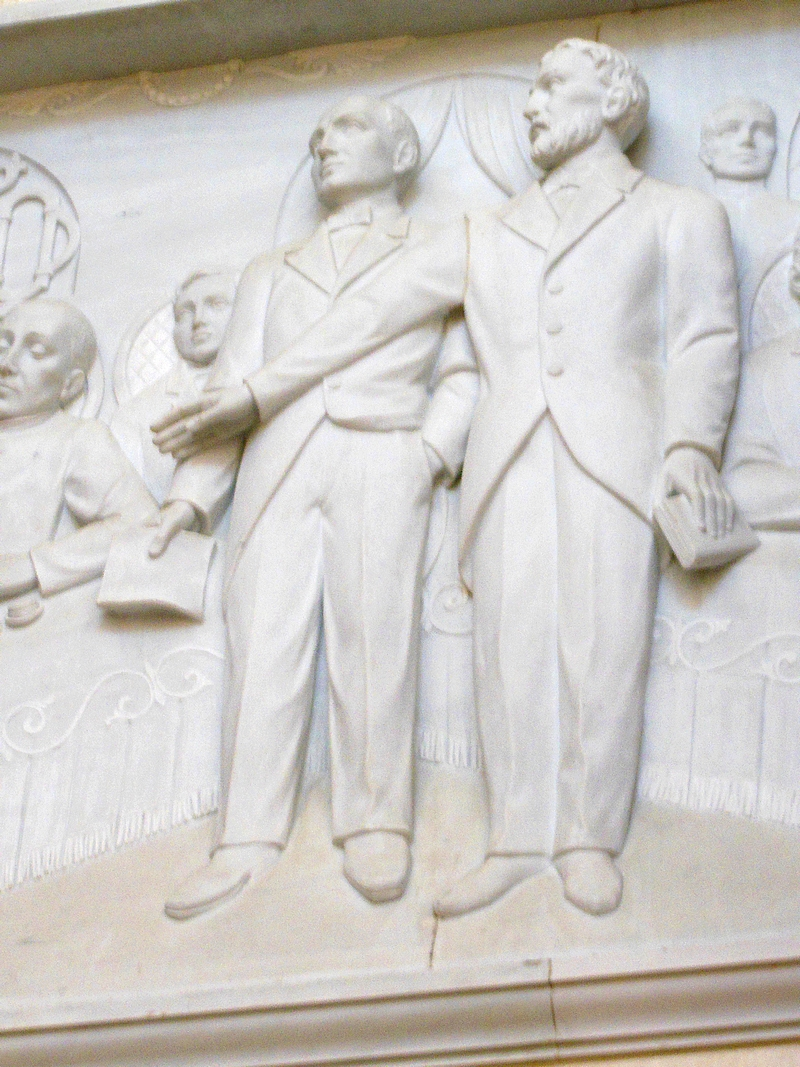
El friso que está en el lado sur en el Capitolio de Puerto Rico en su primera parte se hace referencia a la Diputación Provincial en sus reuniones del 1871 bajo la presidencia del Mariscal Gabriel Baldrich Palau. De pie, en el centro a la izquierda sale Pedro Gerónimo Goyco Cebollero y a su lado con un libro en la mano Julián E. Blanco Sosa.

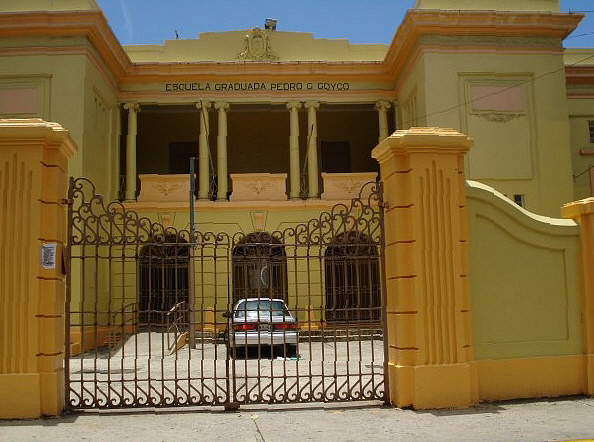
Escuela Pedro G. Goyco

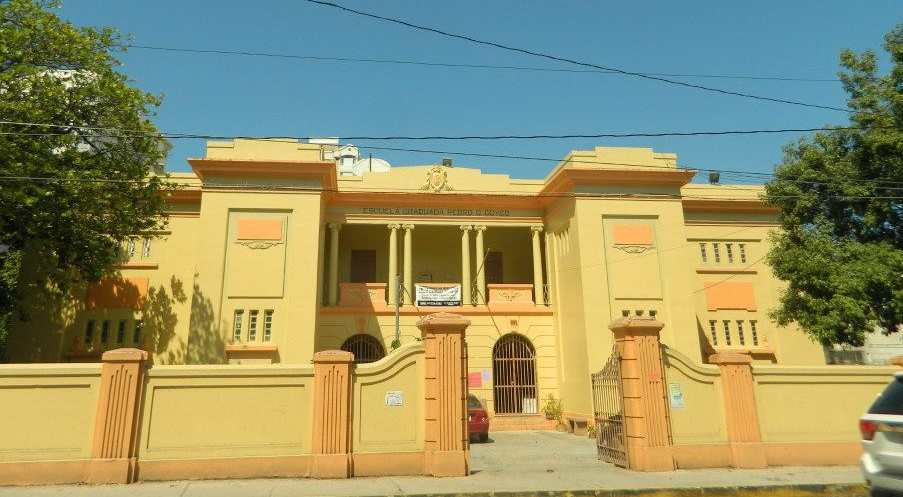
Escuela Pedro G. Goyco.

La Real Sociedad Económica de Amigos del País, fundada en Puerto Rico en el 1813, era una sociedad creada para obtener apoyo económico del pueblo a la obra del gobierno con el fin de mejorar las condiciones económicas y sociales en la isla, entre sus funciones cabe destacar era el costear las cátedras de arte y ciencias y el desarrollo de las prácticas culturales. En el año 1866 siendo el Dr. Pedro G. Goyco presidente de la Real Sociedad Económica de Amigos del País defendió la libertad de los esclavos por lo cual fue puesto bajo estricta vigilancia.
En el 1867 ocurre la llamada Rebelión de los Artilleros del batallón de Cádiz de la guarnición de San Juan el cual se efectuó como un evento de solidaridad con los militares de la península que luchaban por el establecimiento de un sistema republicano de gobierno. Las autoridades españolas manejaron el incidente del motín como un intento separatista, utilizando el incidente como excusa para sacar de la isla a un grupo de líderes abolicionistas con la intención ulterior de controlar los ánimos antiespañoles. Ese mismo año el gobernador colonial, teniente general José María Marchessi y Oleaga ordenó el destierro de Pedro G. Goyco junto a un grupo de insignes patriotas y abolicionistas, mencionó algunos de ellos tales como, Ramón Emeterio Betances, Segundo Ruiz Belvis, Calixto Romero Togores, Rufino de Goenaga, Julián Eusebio Blanco, Vicente María Quiñones, José Celis Aguilera, Carlos Elio Lacroix, el General dominicano Félix Delmonte, el mexicano Joaquín La Portilla , el conde italiano Carlos Ernesto Giovani, el dominicano José Cordero, y el español Luis Leyra, prohibiéndole al Dr. Goyco el regreso a Puerto Rico.
Ramón Emeterio Betances y Segundo Ruiz Belvis optaron por irse a la fuga saliendo por el puerto de Guánica, viajando clandestinamente a la República Dominicana, arribando por el sitio denominado Montalvo, en el sureste de ese país el 9 de julio de 1867. Pedro Gerónimo Goyco viajó a Venezuela vía Saint Thomas. En 1868 Goyco regresó a la isla, al ocurrir el Grito de Lares, fue encarcelado en el Fuerte San Cristóbal (Puerto Rico) junto a otros abolicionistas y llevado a la cárcel de Arecibo y al poco tiempo dejado en libertad al no podérsele probar conspiración contra el gobierno .
Entre el 17 y el 19 de septiembre de 1868 en España se produjo la revolución apodada La Gloriosa que derrocara a la reina Isabel II dando paso a un trato más liberal de parte del nuevo gobierno regente en España a sus colonias, los prisioneros sobrevivientes de la revuelta El Grito de Lares se beneficiaron de la amnistía dada por el nuevo gobierno español pocos meses después. En el 1870 el Dr. Pedro G. Goyco fue presidente fundador del primer partido político creado en la isla, el Partido Liberal Reformista. En el 1871 fue elegido Diputado Provincial destacándose por sus ideas progresistas y liberales en favor de los derechos de los esclavos . Parte de sus actividades el Dr. Pedro G. Goyco las dedicó al periodismo, para esos años José Julián Acosta crea el periódico El Progreso el cual era de corte abolicionista, donde él junto a otros abolicionistas fustigaban al gobierno redactando artículos que con acerba ironía denunciaban los abusos efectuados por el gobierno español insular.
No bien efectuada la abolición de la esclavitud en Puerto Rico, fue el Dr. Pedro G. Goyco nombrado Protector de Libertos, era el gobernador el encargado de los nombramientos de los protectores de esclavos libertos, funciones solamente confiadas a personas de mucho prestigio y arraigo en el país. 
Además de ser médico trabajó como catedrático de lengua y literatura francesa en el Instituto Civil de Segunda Enseñanza.
Pedro G. Goyco murió el 3 de mayo de 1890 en San Juan a la edad de 82 años rodeado de una aureola de respeto y simpatía. Pocos hijos ilustres han dejado a los anales la estela de una vida tan dilatada como la suya, y tan fecunda de obras, siendo pudiera decirse, un servidor nato de los intereses del pueblo, como vivió mucho, también pudo servir mucho. 
Descendientes de su familia por mencionar solo algunos incluyen a: el exsenador Ramón G. Goyco Goyco, la exsenadora Ana Nisi Goyco Graziani, además por parte de su hermano Justo del Pilar Goicovich Cebollero al exvicepresidente de la República Dominicana (1970 al 1978) Carlos Rafael Goico Morales, Charytin Goyco Rodríguez, José Enrique Arrarás Mir y su hija María Celeste Arrarás.
Una escuela en la calle Loiza en San Juan de Puerto Rico lleva su nombre.